# Anna Milewska
Anna Julia Milewska-Zawada (ur. 21 lutego 1931 w Warszawie) – polska aktorka filmowa, telewizyjna, teatralna oraz poetka.

## Życiorys
Córka Ziemowita Kazimierza Milewskiego h. Ślepowron (1900–1973) oraz Hanny z domu Wyrzykowskiej h. Ślepowron (1898–1943). Dziadkiem Milewskiej ze strony matki był Stanisław Wyrzykowski, pedagog i kawaler Krzyża Walecznych, babką natomiast Jadwiga Chmyzowska, potomkini Wojciecha Waleriana Suchodolskiego. Ojciec aktorki był synem sędziego Jakuba Tymoteusza Milewskiego h. Ślepowron i Jadwigi Milewskiej z Chełchowskich h. Lubicz, właścicielki majątku Rembówko.
Ukończyła studia na Wydziale Historii Sztuki Uniwersytetu Warszawskiego (1952), po czym podjęła pracę w Muzeum Narodowym w Warszawie, a następnie w Spółdzielni Pracy „Astra”.
Po ukończeniu studiów w Państwowej Wyższej Szkole Teatralnej w Krakowie (1959) została zaangażowana do Teatru im. Stefana Żeromskiego w Kielcach (1959–1961). Występowała na deskach Teatru Powszechnego w Łodzi (1961–1963), a następnie w teatrach warszawskich: Ziemi Mazowieckiej (1963–1965), Klasycznym (1965–1972), Studio (1972–2002) i gościnnie w Teatrze na Woli (2004).

## Życie prywatne
Od 1963 do 2000 była żoną himalaisty Andrzeja Zawady, z którym była w związku od 1953.

## Filmografia
- Barbara i Jan (serial telewizyjny, 1964) – właścicielka punktu repasacji pończoch, członkini szajki (odc. 2. Główna wygrana)
- Żywot Mateusza (1967) – Olga
- Życie rodzinne (1970) – tłumaczka
- Rola (1971) – zakonnica
- Trzecia część nocy (1971) – zakonnica Klara
- Hubal (1973) – Zofia Arkuszewska, właścicielka majątku w Krubkach
- Dyrektorzy (1975) – doktor Klara Prosnak, lekarz zakładowy w „Fabelu”, kochanka Wanada (odc. 1. Swój chłop, odc. 2. Bokser i odc. 3. Spadająca gwiazda)
- Jarosław Dąbrowski (1975) – Ignacja Piotrowska, ciotka Jarosława Dąbrowskiego
- Dziewczyna i chłopak (serial telewizyjny, 1977) – ciocia Irena, siostra matki bliźniaków
- Lalka (serial telewizyjny, 1977) – Florentyna, kuzynka Łęckiej
- Rodzina Połanieckich (serial telewizyjny, 1978) – Emilia Chwastowska, matka Litki
- Sto koni do stu brzegów (1978) – pani Zofia, pracownica Polskiej Misji Wojskowej w Budapeszcie
- Przyjaciele (1978–1981) – nauczycielka, przyjaciółka matki Daniela Osadowskiego
- Polonia Restituta (1980) – Irena Kosmowska, działaczka PSL „Wyzwolenie”, członkini rządu lubelskiego
- Konopielka (1981) – Matka Boska (w śnie Kaziuka)
- Blisko, coraz bliżej (serial telewizyjny, 1982–1986) – Wihlingerowa, matka Irmy (odc. 6. Obcy wśród swoich. Rok 1914)
- Przeklęta ziemia (1982) – matka Jana
- Soból i panna (1983) – pani Rajecka, matka Michała
- Umarłem, aby żyć (1984) – żona profesora Pytla
- 07 zgłoś się (1984) – lekarka na porodówce w odc. 17
- Rozalka Olaboga (1984) – mieszkanka miasteczka
- Trzy młyny (1984) – Elżbieta Durczakowa
- Szaleństwa panny Ewy (serial telewizyjny, 1984) – Klementyna Zawidzka, matka Jerzego
- Siekierezada (1985) – Cecylka, żona leśniczego
- Tulipan (serial telewizyjny, 1986) – Zawadzka, matka Ani
- Kryptonim „Turyści” (1986) – Tania Rubacka (odc. 2 i 3)
- Oszołomienie (1988) – hrabina Potocka
- Gdzieśkolwiek jest, jeśliś jest... (1988) – żona Hulanickiego, matka Stasia
- Kogel-mogel (1988) – Zawadowa, matka Pawła
- Galimatias, czyli kogel-mogel II (1989) – Zawadowa, matka Pawła
- Porno (1989) – matka Michała
- Odbicia (1989) – żona Jana (odc. 7)
- Tak tak (1991) – matka Marka
- Przypadek Pekosińskiego (1993) – siostra
- Faustyna (1994) – Matka przełożona klasztoru w Płocku
- Jest jak jest (serial telewizyjny, 1994) – matka Darka (odc. 11. Żona na jedną noc, odc. 14. Piekło dobrych intencji i odc. 17. Co ty wiesz o miłości)
- Panna z mokrą głową (serial telewizyjny, 1994) – Cecylia, babcia Irenki
- Maszyna zmian (serial telewizyjny, 1995) – Marianka Drecka, bibliotekarka (odc. 1. Królik doświadczalny, odc. 2. Baletnica, odc. 5. Słodkie mandarynki i odc. 7. Ostatni raz)
- Dom (serial telewizyjny, 1995–2000) – matka Ewy Talarowej (seria trzecia i czwarta)
- Tajemnica Sagali (1996) – uczestniczka zjazdu (odc. 12 i 13)
- Złotopolscy (serial telewizyjny, 1997–2010) – Julia Kamieniecka-Złotopolska
- Sto minut wakacji (1998) – babcia Jaśka
- Gwiezdny pirat (1998) – kasjerka na dworcu PKS (odc. 1)
- Ajlawju (1999) – Matka Gosi
- Sto minut wakacji 1999) (serial) – babcia Jaśka
- Requiem (2001) – Olga, babcia Cecylki
- Plebania (serial telewizyjny, 2011) – Teresa Kłobucka, mieszkanka Hrubielowa
- Komisarz Alex (2011) – Maria Kopiecka (odc. 10)
- Prawo Agaty (2013) – 2 role: Helena Kolibowska; Irena Stryszowska vel Flis, siostra bliźniaczka Heleny (odc. 39)
- Na dobre i na złe (2015) – Janina Kujawiak (odc. 603)
- Blondynka (2015–2017) – babcia Andrzeja
- Komisja morderstw (2016) – Abigail Roth (odc. 9)
- M jak miłość (2018–2019) – pani Olga (odc. 1402, 1405, 1412)

## Twórczość literacka

### Poezja
Jako poetka zadebiutowała w 1999 tomikiem Ludzie mnie pytają. W 2000 wydała zbiór wierszy Odpłynęli łodzią, dedykowany mężowi. Andrzejowi Zawadzie poświęcona jest także kolejna książka poetycka Milewskiej – Kolory czerni (2002). Rok później ukazał się tomik Zawirowania. W 2007 nakładem wydawnictwa Nowy Świat został wydany wybór jej poezji pt. Płyniem, płyniem, odpływamy.... W tym samym roku Oficyna Wydawnicza Łośgraf wydaje wybór wierszy ilustrowany portretami autorki pt. Mijamy, mijamy, pozostawiamy.

### Literatura faktu
W maju 2009, nakładem wydawnictwa Łośgraf, ukazała się jej autobiograficzna książka Życie z Zawadą, opowiadająca o jej długoletnim związku małżeńskim z nieżyjącym już wybitnym polskim himalaistą Andrzejem Zawadą.

## Odznaczenia i nagrody
- Krzyż Kawalerski Orderu Odrodzenia Polski (1986)
- Złoty Krzyż Zasługi (1978)
- Medal 40-lecia Polski Ludowej (1985)
- Odznaka Honorowa „Zasłużony dla Mazowsza” (2025)[6]
- Odznaka „Za Zasługi dla Kielecczyzny” (1979)
- Statuetka Przasnyskiego Koryfeusza (2004)
- Medal Stanisława Ostoja-Kotkowskiego w kategorii Twórca Uznany (2011)